# Diostrombus nitida
Diostrombus nitida är en insektsart som beskrevs av Frederick Arthur Godfrey Muir 1926. Diostrombus nitida ingår i släktet Diostrombus och familjen Derbidae. Inga underarter finns listade i Catalogue of Life.